# Фудзівара но Накафумі
Фудзівара но Накафумі (923 — 992) — середньовічний японський поет періоду Хейан. Один з «36 видатних поетів Японії» (Тридцять шість безсмертних поетів).

## Життєпис
Походив з аристократичного роду Церемонійних Фудзівара (Сікіке), гілки клану Фудзівара. Був нащадком Фудзівара но Курадзімаро, дев'ятого сина Фудзівара но Умакаі, засновника роду Сікіке. Народився 923 року. Здобув гарну освіту, але де саме невідомо. У 940-х роках розпочав службу в імператорському архіві (куродо-докоро).
958 року призначено заступником головного архітектора в Центральному міністерстві. 967 року призначено куродо 6 рангу, надано молодший п'ятий ранг. Того ж року стає кокусі провінції Каґа (до 968 року). Продовжив працювати в куродо-докоро. 977 року стає заступником губернатора провінції Кодзке й отримує старший п'ятий ранг. Про подальшу діяльність вкрай замало відомостей. Помер 992 року.

## Творчість
Його вірші-вака розміщено у власній збірці «Накафумі-сю» (збереглася частково), імператорських поетичних антологій «Токусен вака-сю» і «Сюй вака-сю» (8 віршів).